# ツインターボ (競走馬)
ツインターボ（欧字名:Twin Turbo、1988年4月13日 - 1998年1月15日）は、日本の競走馬・種牡馬。主な勝ち鞍は1991年のラジオたんぱ賞、1993年の七夕賞、オールカマー。
常に後続を大きく引き離す大逃げの戦法で知られ、勝つときは圧勝、負けるときは急激な失速から惨敗という、極端なレース運びから人気を博した（後述）。中央競馬において「最後の個性派」とも呼ばれた。

## 経歴

### デビュー前
1988年、北海道静内町の福岡牧場に生まれる。幼駒時代から強い身体のバネを備えていたが、一方で食が細く非常に小柄な馬だった。2歳時に日高ケンタッキーファームで育成調教が積まれたあと、競走年齢の3歳を迎えた1990年春に茨城県美浦トレーニングセンターの笹倉武久厩舎へ入った。
馬房では大人しい馬であったが人が跨ると徹底的に反抗する性格で調教に手間取り、デビューに向けての必修審査となるゲート（発馬）試験の通過に4ヶ月を要したため、初戦は翌1991年まで遅れている。

### 戦績
1991年3月2日、中山開催の新馬戦でデビュー。このとき笹倉は鞍上の石塚信広に対して「好きなように走らせろ。ハナ（先頭）に立て。あとは舵をとるだけでいい」という「指示」のみを与えた。レースは石塚が笹倉の指示通りにスタートからの逃げ切りで、2着に3馬身差を付けてデビュー戦勝利を挙げた。
次走の条件戦・もくれん賞も逃げ切って連勝すると東京優駿（日本ダービー）への出走権を懸け、鞍上を大崎昭一に替えトライアル競走の青葉賞（当時オープン特別）に出走。レースは最後の直線半ばで失速、レオダーバンの9着に終わり初の敗戦を喫する。続く条件戦の駒草賞も柴田政人騎乗で5着と敗れたが、重賞初出走となったGIII・ラジオたんぱ賞は大崎が再び騎乗、向正面で後続に大きな差を付けるレース運びで逃げ切って重賞初勝利を挙げた。これは笹倉にとって初めてのサラブレッド系重賞勝利であった。
盛夏を休養に充て、秋はセントライト記念から始動。再度大崎を背にストロングカイザーからクビ差の2着と逃げ粘り、青葉賞での直接対決で敗れていた、東京優駿2着・次走の菊花賞を勝つ単枠指定のレオダーバンをクビ差抑えて先着した。4歳クラシック最終戦の菊花賞は回避、ラジオたんぱ賞と同じ福島競馬場で行われるGIII・福島記念に出走するとヤグラステラの2着に入り連続で好走した。
年末にはグランプリ競走・有馬記念でGIに初出走も14着と大敗を喫し、競走後は鼻出血が判明。さらに年明け以降は体調も崩してしまい11月まで長期休養を余儀なくされる。福島民友カップ（オープン特別）で復帰し1番人気に支持されたが10着に終わり、1993年に入っても復調は見られず金杯（東）6着・中山記念6着・新潟大賞典8着と重賞3連敗を喫した。
そして7月、良績を挙げていた福島競馬場で行われるGIII・七夕賞に出走。従来見られたスタートの遅さを解消するため、本競走からスタート巧者であり、逃げ戦法を得意とする中舘英二が鞍上に迎えられた。中舘自身、新馬戦からツインターボの走りに注目しており「一度乗ってみたい」と考えていたという。当日は福島競馬場の入場人員記録となる47391人が集まり、この中で3番人気に推されたツインターボは前半1000メートルを57秒4というハイペースの大逃げを打つと、そのままゴールまで失速することなく2着アイルトンシンボリに4馬身差を付けて逃げ切り約2年ぶりの勝利を挙げた。中舘はこのレースぶりについて「僕は掴まっていただけ。馬が勝手に鮮やかに勝っちゃった」と語っている。
一息入れた2ヶ月後の秋緒戦として、引き続き中舘鞍上でGIII・オールカマーに出走。当年の天皇賞（春）を含むGI競走2勝のライスシャワーら一線級が相手となったが、当日はライスシャワーと1991年の桜花賞馬・シスタートウショウに次ぐ3番人気に支持された。レースは常の通りスタートから先頭を奪い、向正面では2番手ホワイトストーンに約10馬身、さらにその後続集団まで10馬身以上という大差を付けて逃げ続けた。独走状態で最後の直線に入るとゴールまで脚色は鈍らず、2着ハシルショウグンに5馬身差を付けて重賞2連勝を果たす。2番手を進んだホワイトストーン（4着）騎乗の柴田政人が「あれ以上深追いしてたらホワイトストーンが潰れていた」と語るように、後続が無理な追走で共倒れすることを恐れた結果であったが、ツインターボの前半1000メートル通過は59秒5と比較的早い程度のペースであった。中舘は競走後にパトロールフィルムを見た際の感想として「何でこんなに離れているんだろうって、信じられなかった」と述べている。
次走で臨んだGI・天皇賞（秋）では、前日発売で1番人気、当日は3番人気に支持される。だが大逃げを警戒したライバル馬たちのマークに遭って逃げ潰れ、勝ったヤマニンゼファーから2.8秒差の最下位17着という大敗を喫した。これ以降は大逃げを打っては直線手前で失速するレースを繰り返し9連敗、結局オールカマー以降はJRAで勝利を挙げられなかった。中舘は「オールカマーで燃え尽きちゃったような気もする」と語ったが、不振の最中にあっても、その潔い「負けっぷり」からファンの支持を集め続けた。
1995年には公営・上山競馬へ転厩。初戦は勝利したものの、その後は11連敗。9歳となった1996年のクラスターカップを最後に引退、翌1997年に宮城県の齊藤牧場で種牡馬入り。しかし1世代・5頭の産駒を残したのみで1998年1月15日に心不全で死去した。
なお2014年に行った「JRA60周年記念記念競走メモリアルレース」として、この年の七夕賞（7月13日）の準メインレースとして「韋駄天 ツインターボカップ」が行われている。レース名はファン投票で決められたが、ツインターボは2位のミヤビランベリの倍以上の得票数を獲得している。

## 逃げ馬としての評価・人気
「大逃げ」が代名詞とされていた。逃げ切り圧勝か、さもなければ失速惨敗というレース振りから、俗に「玉砕型」と呼ばれるタイプの逃げ馬の象徴的な存在となっており、2004年に日本中央競馬会の広報誌『優駿』が行った「個性派ホースベスト10」という企画において、1980-2000年代の逃げ馬部門で識者・読者双方の投票でいずれもサイレンススズカに次ぐ第2位に選ばれた。サイレンススズカは「強い逃げ馬」の筆頭として名を挙げられており、選者を務めた須田鷹雄は、識者投票の席上で事前に「サイレンススズカを選ぶ方向なのか、ツインターボを選ぶ方向なのか」という議論があったとしている。
この企画でツインターボの講評を担当した山河拓也は、「玉砕また玉砕。しかし、99回玉砕しても百回目には逃げ切るんじゃないか、と期待された」「観客の頬はどれも『いつ止まる?』と緩んでいた。そして失速後退の瞬間、彼の馬券を握っていた者も握っていない者も大声で笑った。悲壮感なき玉砕。こんな馬、他に誰がいるか。いない。ツインターボだけだ」と評した。また、競馬漫画家のよしだみほは自著の中で「あの大逃げが決まったときは本当に気持ちよかったし、逆につかまるときも良かったよね」「大きいところは勝ってないけど、こういう馬がいないと競馬は楽しくないよね。大好きな馬でした」と語っている。こうした人気は、日本中央競馬会が2000年に行った名馬選定企画「Dream Horses 2000」でファン投票により848票を集め、第91位に選ばれたところにも反映されており、GI（グレード制導入前の八大競走を含む）未勝利馬の100位以内選出は、ほかにステイゴールド（34位、企画実施後にGI勝利）とナイスネイチャ（71位）のみであった。
「Dream Horses 2000」の誌上講評会においては、作家の吉川良がツインターボの選出に絡めて「今の競馬をつまらなくしているのは、みんな同じような乗り方をする騎手にも責任があると思うんだ」として、画一的な騎乗の蔓延に苦言を呈した。なお、ツインターボが競走馬生涯で逃げを打たなかったのは、スタートで出遅れて最下位となった帝王賞（公営・大井）のみだった。このとき騎乗した武豊は「最初から逃げるつもりはなかった」という主旨の発言を行い、これに対してライターの加藤栄が、大逃げを見たいという主催者とファンの期待に背いたとして「武はまったくもってつまらない競馬をした」と批判。また、逃げなかったことで「生涯逃げ馬じゃなくなっちゃった。ツインターボの経歴に傷を付けた」と非難した。
一方で、出遅れた後のツインターボは武が必死に手綱をしごいても行きっぷりが悪く馬群についていくのがやっとという状況でもあり、武は後にあるバラエティ番組で帝王賞を振り返った際に「（出遅れて砂を被って）競馬どころじゃなかった。もちろんシンガリでした」とも述べたという。
同時期に活躍していた個性派逃げ馬にはメジロパーマーがいる。よしだみほの漫画『馬なり1ハロン劇場』の「なんでもアリ馬記念」では、「ハナを切るメジロパーマー、ケンカを売るツインターボ」というシーンが描かれている。

## 競走成績
| 年月日 | 年月日 | 年月日 | 競馬場 | 競走名           | 格      | 頭数 | 枠番 | 馬番 | オッズ （人気） | オッズ （人気） | 着順 | 騎手       | 斤量 | 距離（馬場）  | タイム （上り3F） | タイム差 | 勝ち馬/（2着馬）       |
| 1991.  | 3.     | 2      | 中山   | 4歳新馬          |         | 12   | 8    | 11   | 4.4             | （3人）         | 1着  | 石塚信広   | 55   | ダ1800m（良） | 1:57.2 (40.4)     | -0.5     | （コウチポート）       |
|        | 3.     | 24     | 中山   | もくれん賞       | 500万下 | 11   | 2    | 2    | 17.6            | （7人）         | 1着  | 石塚信広   | 55   | 芝2000m（稍） | 2:03.4 (37.6)     | -0.2     | （サンエイラック）     |
|        | 4.     | 27     | 東京   | 青葉賞           | OP      | 17   | 8    | 16   | 21.2            | （11人）        | 9着  | 大崎昭一   | 56   | 芝2400m（良） | 2:28.9 (36.9)     | 1.3      | レオダーバン           |
|        | 5.     | 26     | 東京   | 駒草賞           | 900万下 | 18   | 3    | 5    | 9.0             | （5人）         | 5着  | 柴田政人   | 55   | 芝2000m（良） | 2:02.0 (38.7)     | 0.4      | ストロングカイザー     |
|        | 6.     | 30     | 福島   | ラジオたんぱ賞   | GIII    | 11   | 6    | 7    | 8.5             | （5人）         | 1着  | 大崎昭一   | 54   | 芝1800m（良） | 1:48.5 (37.3)     | -0.2     | （カミノスオード）     |
|        | 9.     | 22     | 中山   | セントライト記念 | GII     | 13   | 2    | 2    | 9.9             | （3人）         | 2着  | 大崎昭一   | 56   | 芝2200m（良） | 2:12.8 (36.9)     | 0.1      | ストロングカイザー     |
|        | 11.    | 17     | 福島   | 福島記念         | GIII    | 14   | 7    | 11   | 3.5             | （2人）         | 2着  | 大崎昭一   | 55   | 芝2000m（良） | 2:01.4 (38.2)     | 0.2      | ヤグラステラ           |
|        | 12.    | 22     | 中山   | 有馬記念         | GI      | 15   | 7    | 12   | 55.6            | （11人）        | 14着 | 大崎昭一   | 55   | 芝2500m（良） | 2:34.4 (39.9)     | 3.8      | ダイユウサク           |
| 1992.  | 11.    | 8      | 福島   | 福島民友C        | OP      | 10   | 1    | 1    | 2.9             | （1人）         | 10着 | 柴田善臣   | 57   | 芝1800m（良） | 1:52.0 (40.2)     | 2.4      | ラビットボール         |
| 1993.  | 1.     | 5      | 中山   | 金杯（東）       | GIII    | 13   | 5    | 6    | 10.3            | （5人）         | 6着  | 柴田善臣   | 55   | 芝2000m（良） | 2:00.9 (37.7)     | 0.4      | セキテイリュウオー     |
|        | 3.     | 14     | 中山   | 中山記念         | GII     | 14   | 5    | 8    | 20.3            | （8人）         | 6着  | 柴田善臣   | 57   | 芝1800m（良） | 1:47.5 (36.8)     | 0.5      | ムービースター         |
|        | 5.     | 16     | 新潟   | 新潟大賞典       | GIII    | 14   | 5    | 8    | 5.1             | （2人）         | 8着  | 大崎昭一   | 55   | 芝2200m（良） | 2:14.4 (38.1)     | 0.9      | ハシノケンシロウ       |
|        | 7.     | 11     | 福島   | 七夕賞           | GIII    | 16   | 8    | 16   | 7.8             | （3人）         | 1着  | 中舘英二   | 55   | 芝2000m（良） | 1:59.5 (37.7)     | -0.7     | （アイルトンシンボリ） |
|        | 9.     | 19     | 中山   | オールカマー     | GIII    | 13   | 7    | 11   | 7.1             | （3人）         | 1着  | 中舘英二   | 56   | 芝2200m（良） | 2:12.6 (37.8)     | -0.9     | （ハシルショウグン）   |
|        | 10.    | 31     | 東京   | 天皇賞（秋）     | GI      | 17   | 2    | 3    | 7.5             | （3人）         | 17着 | 中舘英二   | 58   | 芝2000m（良） | 2:01.7 (39.2)     | 2.8      | ヤマニンゼファー       |
| 1994.  | 1.     | 23     | 中山   | AJCC             | GII     | 14   | 7    | 11   | 4.2             | （3人）         | 6着  | 中舘英二   | 57   | 芝2200m（良） | 2:14.7 (36.8)     | 0.6      | マチカネタンホイザ     |
|        | 3.     | 20     | 中山   | 日経賞           | GII     | 9    | 1    | 1    | 5.6             | （3人）         | 6着  | 中舘英二   | 57   | 芝2500m（良） | 2:34.4 (39.3)     | 1.6      | ステージチャンプ       |
|        | 8.     | 21     | 札幌   | 函館記念         | GIII    | 14   | 7    | 11   | 5.7             | （4人）         | 11着 | 田面木博公 | 56   | 芝2000m（良） | 2:03.8 (39.5)     | 2.2      | ワコーチカコ           |
|        | 11.    | 20     | 福島   | 福島記念         | GIII    | 14   | 4    | 6    | 5.2             | （3人）         | 8着  | 宗像徹     | 57   | 芝2000m（良） | 2:02.7 (38.9)     | 1.4      | シルクグレイッシュ     |
|        | 12.    | 25     | 中山   | 有馬記念         | GI      | 13   | 4    | 5    | 39.6            | （10人）        | 13着 | 田中勝春   | 56   | 芝2500m（良） | 2:37.2 (41.7)     | 5.0      | ナリタブライアン       |
| 1995.  | 1.     | 22     | 中山   | AJCC             | GII     | 10   | 2    | 2    | 13.7            | （4人）         | 10着 | 中舘英二   | 57   | 芝2200m（良） | 2:17.4 (39.7)     | 3.0      | サクラチトセオー       |
|        | 4.     | 13     | 大井   | 帝王賞           | 重賞    | 15   | 2    | 3    |                 | （3人）         | 15着 | 武豊       | 55   | ダ2000m（良） | 2:10.9            | 7.2      | ライブリマウント       |
|        | 5.     | 14     | 福島   | 新潟大賞典       | GIII    | 14   | 7    | 11   | 8.9             | （5人）         | 11着 | 宗像徹     | 56   | 芝2000m（重） | 2:06.2 (40.8)     | 3.3      | アイリッシュダンス     |
|        | 7.     | 23     | 上山   | 文月特別         | A2      | 7    | 5    | 5    | -               | （1人）         | 1着  | 海方栄二   | 55   | ダ1700m（良） | 1:52.5            | -0.4     | （アジュレーシンボリ） |
|        | 8.     | 20     | 上山   | A2               |         | 9    | 6    | 6    | -               | （2人）         | 9着  | 海方栄二   | 56   | ダ1700m（良） | 1:55.1            | 3.8      | タイガーベルク         |
|        | 9.     | 3      | 上山   | A2               |         | 8    | 8    | 8    | -               | （2人）         | 7着  | 海方栄二   | 56   | ダ1700m（稍） | 1:54.5            | 3.3      | エアインハート         |
|        | 9.     | 19     | 上山   | 長月特別         | A1      | 10   | 2    | 2    | -               | （3人）         | 10着 | 田代義久   | 55   | ダ1800m（稍） | 2:00.0            | 3.8      | タケデンマンゲツ       |
|        | 10.    | 15     | 上山   | 神無月特別       | A2      | 9    | 5    | 5    | -               | （2人）         | 9着  | 田代義久   | 55   | ダ1700m（稍） | 1:55.2            | 3.3      | ホクサイローラー       |
|        | 10.    | 31     | 上山   | A1               |         | 10   | 3    | 3    | -               | （6人）         | 9着  | 田代義久   | 56   | ダ1800m（稍） | 2:02.3            | 4.1      | エアインハート         |
|        | 11.    | 26     | 上山   | A2               |         | 6    | 8    | 8    | -               | -               | 除外 | 山中初     | 55   | ダ1700m（重） | -                 | -        | リリパットクイン       |
| 1996.  | 4.     | 16     | 上山   | A1               |         | 10   | 7    | 7    | -               | （3人）         | 9着  | 海方栄二   | 54   | ダ1800m（良） | 2:05.2            | 6.3      | ホクサイローラー       |
|        | 4.     | 29     | 上山   | A1               |         | 9    | 2    | 2    | -               | （3人）         | 9着  | 海方栄二   | 56   | ダ1800m（良） | 2:04.7            | 7.6      | ノイズレスウイナー     |
|        | 6.     | 10     | 上山   | 水無月特別       | A2      | 9    | 8    | 9    | -               | （3人）         | 9着  | 遠藤五月   | 54   | ダ1700m（良） | 1:55.6            | 4.1      | カガリスキー           |
|        | 7.     | 9      | 上山   | 文月特別         | A1      | 9    | 3    | 3    | -               | （3人）         | 7着  | 遠藤五月   | 54   | ダ1800m（稍） | 1:59.9            | 2.8      | タンホイザー           |
|        | 7.     | 22     | 上山   | A2               |         | 7    | 6    | 6    | -               | （4人）         | 7着  | 遠藤五月   | 54   | ダ1700m（良） | 1:54.8            | 2.9      | ナムラクリエイト       |
|        | 8.     | 13     | 盛岡   | クラスターC      | GIII    | 12   | 1    | 1    | -               | （4人）         | 11着 | 海方栄二   | 56   | ダ1200m（良） | 1:13.3            | 2.5      | トキオクラフティー     |

## 産駒一覧
|   | 馬名             | 誕生年月日    | 毛色   | 母                 | 性 | 戦績    | 重賞勝利 | 繁殖 | 出典   |
| - | ---------------- | ------------- | ------ | ------------------ | -- | ------- | -------- | ---- | ------ |
| 1 | 未登録           | 1998年3月19日 | 鹿毛   | タイムマドンナ     | 牝 | 未出走  |          |      | [ 23 ] |
| 2 | ツインロック     | 1998年4月10日 | 鹿毛   | カチトモロツク     | 牝 | 2戦0勝  |          |      | [ 24 ] |
| 3 | マックスウイナー | 1998年5月3日  | 芦毛   | イロンデール       | 牝 | 48戦3勝 |          |      | [ 25 ] |
| 4 | ターボ           | 1998年5月4日  | 黒鹿毛 | ワイルドロツチ     | 牡 | 6戦0勝  |          |      | [ 26 ] |
| 5 | イズミストロング | 1998年5月16日 | 黒鹿毛 | ストームグローリー | 牡 | 35戦1勝 |          |      | [ 27 ] |

## 血統表
| ツインターボの血統                    | ツインターボの血統                | ツインターボの血統   | （血統表の出典）     | （血統表の出典） |
| 父系                                  | リファール系                      | リファール系         | リファール系         | [ § 2 ]          |
| 父 *ライラリツジ Lyra Ridge 1981 鹿毛 | 父の父Lyphard 1969 鹿毛           | Northern Dancer      | Nearctic             | Nearctic         |
| 父 *ライラリツジ Lyra Ridge 1981 鹿毛 | 父の父Lyphard 1969 鹿毛           | Northern Dancer      | Natalma              |                  |
| 父 *ライラリツジ Lyra Ridge 1981 鹿毛 | 父の父Lyphard 1969 鹿毛           | Goofed               | Court Martial        | Court Martial    |
| 父 *ライラリツジ Lyra Ridge 1981 鹿毛 | 父の父Lyphard 1969 鹿毛           | Goofed               | Barra                |                  |
| 父 *ライラリツジ Lyra Ridge 1981 鹿毛 | 父の母Riverside 1966 鹿毛         | Sheshoon             | Precipitation        | Precipitation    |
| 父 *ライラリツジ Lyra Ridge 1981 鹿毛 | 父の母Riverside 1966 鹿毛         | Sheshoon             | Noorani              |                  |
| 父 *ライラリツジ Lyra Ridge 1981 鹿毛 | 父の母Riverside 1966 鹿毛         | Renounce             | Big Game             | Big Game         |
| 父 *ライラリツジ Lyra Ridge 1981 鹿毛 | 父の母Riverside 1966 鹿毛         | Renounce             | Refreshed            |                  |
| 母 レーシングジイーン 1982 鹿毛       | 母の父*サンシー Sancy 1969 黒鹿毛 | Sanctus              | Fine Top             | Fine Top         |
| 母 レーシングジイーン 1982 鹿毛       | 母の父*サンシー Sancy 1969 黒鹿毛 | Sanctus              | Sanelta              |                  |
| 母 レーシングジイーン 1982 鹿毛       | 母の父*サンシー Sancy 1969 黒鹿毛 | Wordys               | Worden               | Worden           |
| 母 レーシングジイーン 1982 鹿毛       | 母の父*サンシー Sancy 1969 黒鹿毛 | Wordys               | Princesse d'Ys       |                  |
| 母 レーシングジイーン 1982 鹿毛       | 母の母マウタジヨウオー 1977 鹿毛  | *フアバージ Fabarge  | Princely Gift        | Princely Gift    |
| 母 レーシングジイーン 1982 鹿毛       | 母の母マウタジヨウオー 1977 鹿毛  | *フアバージ Fabarge  | Spring Offensive     |                  |
| 母 レーシングジイーン 1982 鹿毛       | 母の母マウタジヨウオー 1977 鹿毛  | ハードホープ         | *ダイハード          | *ダイハード      |
| 母 レーシングジイーン 1982 鹿毛       | 母の母マウタジヨウオー 1977 鹿毛  | ハードホープ         | メジロホープ         |                  |
| 母系(F-No.)                           | オーイエー系(FN:3-e)              | オーイエー系(FN:3-e) | オーイエー系(FN:3-e) | [ § 3 ]          |
| 5代内の近親交配                       | Nearco S5×S5 = 6.25%              | Nearco S5×S5 = 6.25% | Nearco S5×S5 = 6.25% | [ § 4 ]          |
| 出典                                  | 1. 2. 3. 4.                       | 1. 2. 3. 4.          | 1. 2. 3. 4.          | 1. 2. 3. 4.      |

父ライラリッジはアメリカで競走生活を送ったが、下級競走で2勝を挙げたのみで終わっている。種牡馬としてもツインターボ以外に目立った産駒は出していない。主な母系近親には、母の従兄弟にラジオたんぱ賞の勝利馬アキビンゴがいる。またツインターボの半弟ゲイリーミナレットは4勝を挙げ、GIII・マーキュリーカップで3着の成績がある。輸入馬オーイエー(GB)を祖とする牝系は5代母キヨハからメジロムサシ(天皇賞春)などメジロ牧場を中心に活躍馬が散見される。